# Jamgon Kongtrul
Jamgon Kongtrul Yonten Gyatso, född 1813, död 1899, var en tibetansk buddhistisk munk. Han propagerade för rimérörelsen inom tibetansk buddhism, och skrev många kända verk om buddhismen.

## Biografi
Jamgon föddes år 1813, i kungadömet Derge, i den tibetanska provinsen Kham. Jamgons egna dagbok uppger att hans far var en tibetansk buddhistisk lärare, men andra källor uppger att hans far var präst i den tibetanska religionen bon. Han skolades i ett lokalt bonkloster tills till 16 års ålder, när hans far fängslades efter en konflikt med representanter för kungarikets. Jamgon flyttade efter sin far till Chamdo där han fortsatte sin utbildning under en tibetansk buddhistisk lama.
Han följde både kagyumästare och nyingmamästare periodvis. År 1832 blev han munk, och genomgick munkceremonin en gång till år 1833, första gången inom nyingmatraditionen och andra gången inom kagyu. Han studerade bland annat under den tidens Karmapa, den andliga ledaren för karma-kagyu.
De efterföljande 10 åren efter att han blev munk studerade han medicin och buddhistiska sutror. År 1854 började han skriva den samling skrifter om tibetansk buddhism som traditionellt är kända som De fem skatterna. Dessa skrifter är bland de största som sammanställts av någon tibetansk buddhistisk skriftlärd. Den första delen är ett kompendium över tantriska liturgiska texter inom kagyu. Den andra delen är en samling sadhana och andra liturgiska manualer. Då många redan skrivit om "de tre löftena" valde Jamgon att skriva den tredje delen om "de tre övningar" disciplin, koncentration och kunskap. Den fjärde delen samlar verk från olika tibetanska författare inom ämnen såsom uppförande och meditation. Den femte delen innehåller tjugo volymer text på olika ämnen.
Under en stor del av Jamgons liv samarbetade han med Khyentse Wangpo, som han såg på som en god vän och lärare. De byggde flera heliga platser, skrev många buddhistiska verk tillsammans och vidareutvecklade rimérörelsen.
Jamgon dog vid 87 års ålder. Enligt tibetansk buddhistisk tradition har fem återfödelser, så kallade tulkus, av honom identifierats.